# 1998 في رومانيا
فيما يلي قوائم الأحداث التي وقعت خلال عام 1998 في رومانيا.

## سياسة

### تعيين في المنصب
- 17 أبريل – ترايان باسيسكو وزير النقل والبنية التحتية.

### انتهاء فترة المنصب
- 11 فبراير – ترايان باسيسكو وزير النقل والبنية التحتية.

## رياضة
- 1 يناير – رومانيا في كأس العالم 1998

## مواليد

### فبراير
- 11 فبراير – أدريان بيتري[1]

### مارس
- 31 مارس – لوتشيان أوبريا لاعب كرة قدم روماني.[2]

### أبريل
- 10 أبريل – فلورينيل كومان لاعب كرة قدم روماني.[3]

### مايو
- 22 مايو – غابريال سيميون لاعب كرة قدم روماني.[4]

### أغسطس
- 26 أغسطس – دينيس مان لاعب كرة قدم روماني.[5]

### أكتوبر
- 22 أكتوبر – يانيس هاجي لاعب كرة قدم.[6]
- 28 أكتوبر – فلاد ميهالكيا لاعب كرة قدم روماني.[7]

### ديسمبر
- 29 ديسمبر – كارلو كاساب لاعب كرة قدم روماني.[8]

## وفيات

### أكتوبر
- 14 أكتوبر – ليوبولدينا بالانوتسا (مواليد 1934) ممثلة رومانية.[9]